# Brandkogel
Der Brandkogel ist ein Berg des Kaunergrats, eines Gebirgszuges der Ötztaler Alpen. Der Berg steht direkt nördlich des Rifflsee und ist vom Pitztal aus gesehen ein Berg „der ersten Reihe“. Gegen das Pitztal fällt er in felsigen Terrassen ab und ist ein beliebter Aussichtsberg, der häufig besucht wird. Der Cottbuser Höhenweg führt durch seine Ostflanke in Richtung Kaunergrathütte. Der Brandkogel ist der Beginn eines von ihm über Zuragkogel und Hoher Kogel zur Seekarlesschneid führenden Gratkamms, der das Becken des Rifflsees nach Norden hin begrenzt.   

## Routen
Der Normalweg führt vom Rifflsee über den Cottbuser Höhenweg in die Ostflanke des Berges, bis ein markierter Steig zum Gipfel des Brandkogels abzweigt. Auf diesem nur für Geübte empfohlenen Weg (I) steigt man über Felsterrassen und Schrofen mühsam bis unter den Gipfelkopf empor. Nun links um den Gipfelblock herum auf den breiten Westgrat des Brandkogels und zum Gipfel.

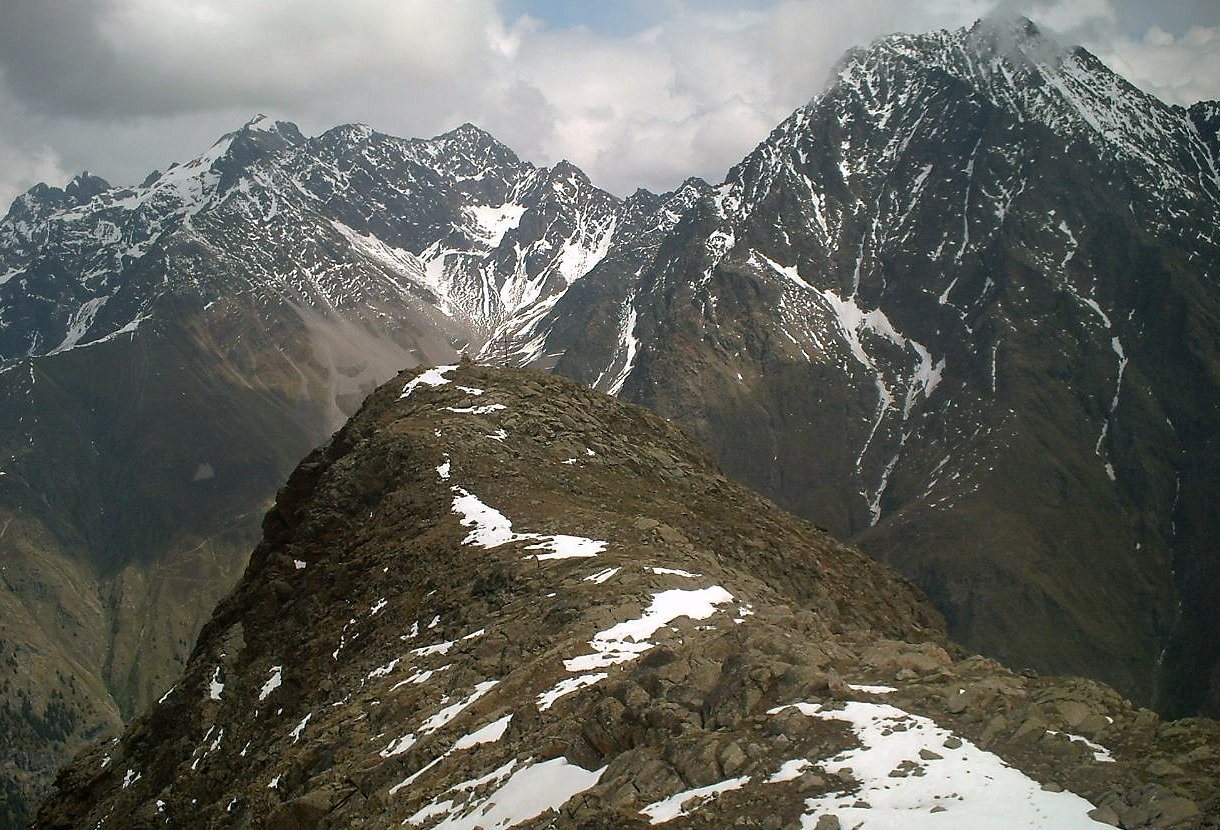
Auf dem Westgrat des Brandkogels. Auf der gegenüberliegenden Talseite Hohe Geige (links) und Puitkogel
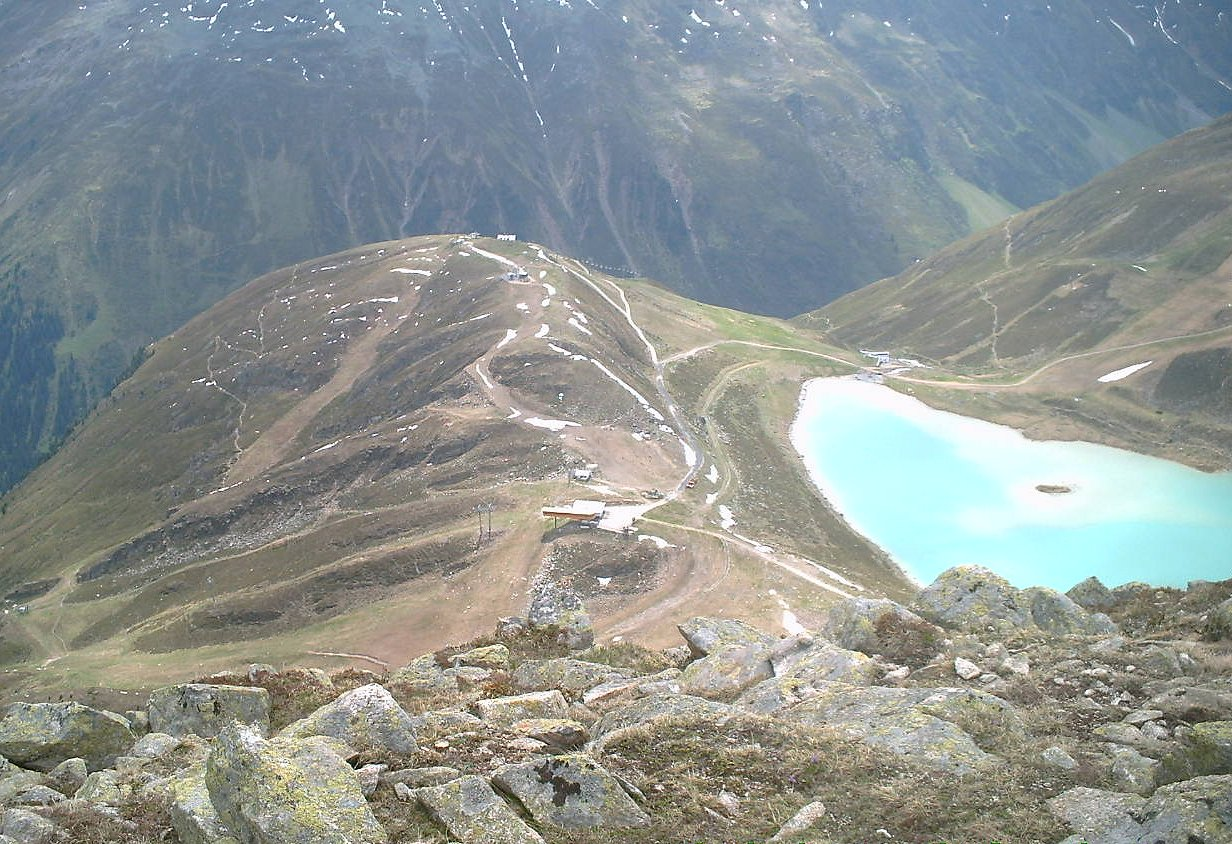
Blick vom Gipfel zum Rifflsee